# 271e division d'infanterie
La 271e division d'infanterie (en allemand : 271. Infanterie-Division ou 271. ID) est une des divisions d'infanterie de l'armée allemande (Wehrmacht) durant la Seconde Guerre mondiale.

## Création
La 271e division d'infanterie est formée le 22 mai 1940 dans le Wehrkreis V en tant qu'élément de la 10. Welle (10e vague de mobilisation).
Toutefois, sa formation est terminée le 22 juillet 1940 après l'armistice avec la France.
Plus tard, la 271e division d'infanterie est reformée le 17 novembre 1943 aux Pays-Bas en tant qu'élément de la 22. Welle (22e vague de mobilisation) avec l'état-major de la 137. Infanterie-Division dissoute.
La 271e fait partie des trois « divisions 270 » levées à la fin de 1943 pour renforcer l’occupation de la France à la suite de la suppression de la zone libre. Les « 270 » sont globalement constituées de vétérans allemands et d'enrôlés russes et polonais (Osten Truppen). À peine formée, elle est envoyée dans le sud de la France dans la région de Montpellier où elle est chargée des tâches d'occupations et de défenses côtières.
Elle est transférée sur la Normandie combattre les forces alliées où elle est détruite en août 1944 à Falaise.
Elle est reformée le 17 septembre 1944 en tant que 271. Volksgrenadier-Division (de).

## Organisation

### Commandants
| Date                           | Grade           | Commandant          |
| ------------------------------ | --------------- | ------------------- |
| 22 mai 1940 - 22 juillet 1940  | ?               | ?                   |
| Reformation                    |                 |                     |
| 10 décembre 1943 - ? août 1944 | Generalleutnant | Paul Danhauser (en) |

### Officiers d'opérations (Generalstabsoffiziere (Ia))
| Date                             | Grade               | Commandant        |
| -------------------------------- | ------------------- | ----------------- |
| 22 mai 1940 - 22 juillet 1940    | ?                   | ?                 |
| Reformation                      |                     |                   |
| 5 février 1944 - 10 février 1945 | Oberstleutnant i.G. | Bernhard Blümel   |
| 10 février 1945 - ? 1945         | Major i.G.          | Walter Klingsporn |

## Théâtres d'opérations
- Allemagne : juin 1940 - octobre 1940
- Allemagne : décembre 1943 - janvier 1944
- Pays-Bas : janvier 1944 - juin 1944
- France : juin 1944 - août 1944

## Ordres de bataille
1940
- Infanterie-Regiment 562
- Infanterie-Regiment 563
- Infanterie-Regiment 564
- Artillerie-Abteilung 271
- Divisionseinheiten 271

1943
- Grenadier-Regiment 977
- Grenadier-Regiment 978
- Grenadier-Regiment 979
- Artillerie-Regiment 271
- Divisions-Füsilier-Bataillon 271
- Pionier-Bataillon 271
- Feldersatz-Bataillon 271
- Panzerjäger-Abteilung 271
- Divisions-Nachrichten-Abteilung 271
- Divisions-Nachschubführer 271